# Serie A-1 2012-2013 (pallacanestro in carrozzina)
La Serie A1 FIPIC 2012-2013 è la 36ª edizione del massimo campionato italiano di pallacanestro in carrozzina.
Le squadre partecipanti sono 7 e contendono alla SSD Santa Lucia Sport Roma il titolo. Le società avrebbero dovuto essere 8 (7 provenienti dalla precedente stagione di 
Serie A-1 e 1 proveniente dalla Serie A-2). Non è invece presente la Lottomatica Elecom Roma finalista dello scorso anno ai Play-Off (ripescato S.Stefano Banca Marche). I Delfini 2001 Vicenza, vincitori del campionato 2011-2012 di Serie A-2, rinunciano a salire di categoria e decidono di ripartire dalla Serie B (terzo livello). La crisi economica ha avuto influenze anche sull'organizzazione di questo campionato.

## Regolamento

### Formula
Le 7 squadre partecipanti disputano un girone unico all'italiana, con partite d'andata e ritorno. Al termine della stagione regolare, le prime quattro classificate sono ammesse ai play-off scudetto. Non sono previste retrocessioni in A2 al fine di avere 8 squadre nel campionato di 
Serie A-1 2013-2014

## Stagione regolare

### Classifica
|  |    | Classifica stagione regolare 2012-2013 | PT | G  | V | P  | PF  | PS  | Dif  |
|  | -- | -------------------------------------- | -- | -- | - | -- | --- | --- | ---- |
|  | 1. | SSD Santa Lucia Sport Roma             | 18 | 12 | 9 | 3  | 693 | 618 | 75   |
|  | 2. | Unipol Briantea 84 Cantù               | 16 | 12 | 8 | 4  | 753 | 700 | 53   |
|  | 3. | Santo Stefano Banca Marche             | 16 | 12 | 8 | 4  | 824 | 803 | 21   |
|  | 4. | GSD Porto Torres                       | 14 | 12 | 7 | 5  | 826 | 778 | 48   |
|  | 5. | Anmic Dinamo Sassari                   | 12 | 12 | 6 | 6  | 803 | 782 | 21   |
|  | 6. | Gruppo Tercas Amicacci Giulianova      | 6  | 12 | 3 | 9  | 662 | 709 | -47  |
|  | 7. | Padova Millennium Basket               | 2  | 12 | 1 | 11 | 728 | 899 | -171 |

### Risultati
| Risultati                         | CAN   | GIU   | PAD   | POR   | ROM   | S.S   | SAS   |
| --------------------------------- | ----- | ----- | ----- | ----- | ----- | ----- | ----- |
| Unipol Briantea 84 Cantù          |       | 56-47 | 67-59 | 62-52 | 70-55 | 77-72 | 65-63 |
| Gruppo Tercas Amicacci Giulianova | 60-56 |       | 70-42 | 55-65 | 50-51 | 49-53 | 55-59 |
| Padova Millennium Basket          | 49-69 | 67-64 |       | 71-86 | 48-57 | 70-87 | 91-94 |
| GSD Porto Torres                  | 57-67 | 62-59 | 80-59 |       | 58-49 | 77-65 | 71-57 |
| SSD Santa Lucia Sport Roma        | 51-32 | 59-32 | 67-59 | 72-70 |       | 63-44 | 58-44 |
| Santo Stefano Banca Marche        | 61-59 | 64-71 | 76-60 | 94-83 | 60-58 |       | 77-68 |
| Anmic Dinamo Sassari              | 74-73 | 75-50 | 82-53 | 68-65 | 51-53 | 68-71 |       |

### Calendario
| Prima giornata |                      |          |  |
| 13-10-12       |                      | 12-01-13 |  |
| 59-32          | Roma - Giulianova    | 51-50    |  |
| 91-94          | Padova - Sassari     | 53-82    |  |
| 57-67          | Porto Torres - Cantù | 52-62    |  |
|                | S.Stefano Riposa     |          |  |

| Quarta giornata |                        |                |
| 10-11-12        |                        | 09-02-13       |
| 72-70           | Roma - Porto Torres    | 49-58          |
| 74-73           | Sassari - Cantù        | 63-65          |
| 49-53           | Giulianova - S.Stefano | 71-64 (1 t.s.) |
|                 | Padova Riposa          |                |

| Settima giornata |                          |          |
| 08-02-12         |                          | 02-03-13 |
| 94-83            | S.Stefano - Porto Torres | 65-77    |
| 51-53            | Sassari - Roma           | 44-58    |
| 67-59            | Cantù - Padova           | 69-49    |
|                  | Giulianova Riposa        |          |

| Seconda giornata |                        |          |  |
| 20-10-12         |                        | 19-01-13 |  |
| 68-65            | Sassari - Porto Torres | 57-71    |  |
| 70-42            | Giulianova - Padova    | 64-67    |  |
| 77-72 (1 t.s.)   | Cantù - S.Stefano      | 59-61    |  |
|                  | Roma Riposa            |          |  |

| Quinta giornata |                       |          |
| 17-11-12        |                       | 16-02-13 |
| 60-58           | S.Stefano - Roma      | 44-63    |
| 80-59           | Porto Torres - Padova | 86-71    |
| 56-47           | Cantù - Giulianova    | 56-60    |
|                 | Sassari Riposa        |          |

| Terza giornata |                           |          |
| 27-10-12       |                           | 26-01-13 |
| 77-68          | S.Stefano - Sassari       | 71-68    |
| 62-59          | Porto Torres - Giulianova | 65-55    |
| 48-57          | Padova - Roma             | 59-67    |
|                | Cantù Riposa              |          |

| Sesta giornata |                      |          |
| 1-12-12        |                      | 23-02-13 |
| 51-32          | Roma - Cantù         | 55-70    |
| 55-59          | Giulianova - Sassari | 50-75    |
| 70-87          | Padova - S.Stefano   | 60-76    |
|                | Porto Torres Riposa  |          |

## Play-off
Tabellone
|  | Semifinali | Semifinali        | Semifinali        | Semifinali | Semifinali |  |  | Finale | Finale            | Finale            | Finale | Finale |  |
|  |            |                   |                   |            |            |  |  |        |                   |                   |        |        |  |
|  | 1          | Santa Lucia Roma  | 58                | 56         | 79         |  |  |        |                   |                   |        |        |  |
|  | 4          | GSD Porto Torres  | 42                | 63         | 45         |  |  | 1      | Santa Lucia Roma  | Santa Lucia Roma  | 58     | 67     |  |
|  | 2          | Briantea 84 Cantù | Briantea 84 Cantù | 62         | 54         |  |  | 2      | Briantea 84 Cantù | Briantea 84 Cantù | 64     | 69     |  |
|  | 3          | Santo Stefano     | Santo Stefano     | 53         | 53         |  |  |        |                   |                   |        |        |  |

## Verdetti
- Campione d'Italia:  Unipol Briantea 84 Cantù
- Retrocessioni in A-2: Non ci sono retrocessioni in A-2